# Aglaojoppa flavomaculata
Aglaojoppa flavomaculata là một loài tò vò trong họ Ichneumonidae.